# Beallsville (Ohio)
Beallsville ist ein Village in Monroe County, Ohio, USA. Nach der Volkszählung von 2020 wohnten 355 Menschen im Ort
Bekanntheit erreichte Beallsville während der 1960er Jahre. Damals starben fünf Einwohner des Dorfes im Vietnamkrieg. Für ein weniger als fünfhundert Einwohner zählendes Dorf war dies traumatisch; die Stimmung im Dorf wurde durch das Magazin Ramparts in einer längeren, bebilderten Reportage beschrieben. Der Politiker Clarence E. Miller bat sowohl den Verteidigungsminister Melvin Laird als auch den Präsidenten Richard Nixon, die anderen sechs Dorfbewohner, die im Vietnamkrieg dienten, aus dem Kriegsgebiet zurückzuziehen. Dieses Anliegen wurde allerdings abgelehnt.
Im deutschen Sprachraum wurde Beallsville durch den Journalisten Claas Relotius bekannt, der eine Reportage über die politische Stimmung in diesem Dorf fälschte.

## Lage
Der Ort liegt bei den Koordinaten  39° 50' 55.93" Nord 81° 2' 7.41" West auf einer Höhe von 382 Metern über dem Meeresspiegel im Osten des Bundesstaates etwa zehn Kilometer vor der Grenze zu West Virginia und dem Ohio River. Die 0,94 km² große Fläche des Gebietes besteht laut Census ausschließlich aus Land. Durch Beallsville führt die Ohio State Route OH-145, von der die OH-556 abzweigt.

## Demographie
Von 1830, als 50 Menschen in Beallsville wohnten, stieg die Einwohnerzahl stets an. Einen vorläufigen Höhepunkt erlebte das Dorf 1910, als es 564 Einwohner zählte. Dann folgte ein Niedergang – 1950 zählte die Ortschaft 410 Einwohner. 1980 wohnten 601 Menschen in Beallsville.